# Marcus Nonius Mucianus
Marcus Nonius Mucianus war ein im 2. Jahrhundert n. Chr. lebender römischer Politiker. In einer Inschrift wird sein vollständiger Name mit Publius Delphius Peregrinus Alfius Alennius Maximus Curtius Valerianus Proculus Marcus Nonius Mucianus angegeben.
Durch ein Militärdiplom, das auf den 19. Mai 135 datiert ist, ist belegt, dass Mucianus 135 Statthalter der Provinz Pannonia inferior war. Ein weiteres Diplom, das auf den 10. Oktober 138 datiert ist, belegt, dass er 138 zusammen mit Publius Cassius Secundus Suffektkonsul war; die beiden traten ihr Amt am 1. Oktober an. Das Konsulnpaar ist darüber hinaus in zwei weiteren Inschriften aufgeführt.